# Pineus boerneri
Pineus boerneri är en insektsart som beskrevs av Annand 1928. Pineus boerneri ingår i släktet Pineus och familjen barrlöss. Inga underarter finns listade i Catalogue of Life.